# FreeRayshawn
#FreeRayshawn ist eine amerikanische Krimiserie mit Stephan James in der Titelrolle Laurence Fishburne, die von Marc Maurino geschrieben und von Seith Mann inszeniert wurde. Sie erschien im April 2020 bei Quibi. Die Serie und Schauspieler gewannen Auszeichnungen in Kurzformkategorien.

## Handlung
Der afroamerikanische Irakkrieg-Veteran Rayshawn Morris in New Orleans flieht von der Polizei verfolgt nach Hause und verbarrikadiert sich mit seiner Partnerin und seinem Sohn in dem Apartmentgebäude, vor dem sich ein SWAT-Team aufstellt, um es zu stürmen. Er behauptet, die Polizei habe ihm eine Falle gestellt und er sei unschuldig, aber fürchtet auch um sein Leben. Daher stellt er mit dem Handy Livestreams in die Sozialen Medien, um auf seine Situation aufmerksam zu machen, und will nur mit dem ebenfalls schwarzen Polizisten Poincy reden, in dem er eine mitfühlende Stimme findet. Dieser versucht im Gegensatz zu seinen weißen, aggressiven Kollegen zu deeskalieren und hofft, die Familie unversehrt aus dem Gebäude herauszubekommen – was aber im letzten Moment fehlschlägt.

## Episodenliste
| Nr. | Originaltitel                      | Erstveröffentlichung USA | Regie      | Drehbuch     |
| --- | ---------------------------------- | ------------------------ | ---------- | ------------ |
| 1   | What Are You Doing Here?           | 13. Apr. 2020            | Seith Mann | Marc Maurino |
| 2   | Clear the Building                 | 13. Apr. 2020            | Seith Mann | Marc Maurino |
| 3   | Get Away from the Windows          | 13. Apr. 2020            | Seith Mann | Marc Maurino |
| 4   | Put the Brother on the Phone       | 14. Apr. 2020            | Seith Mann | Marc Maurino |
| 5   | Face to Face                       | 15. Apr. 2020            | Seith Mann | Marc Maurino |
| 6   | It’s OK to Be Scared               | 16. Apr. 2020            | Seith Mann | Marc Maurino |
| 7   | I’m Not a Negotiator               | 17. Apr. 2020            | Seith Mann | Marc Maurino |
| 8   | No Way Back                        | 20. Apr. 2020            | Seith Mann | Marc Maurino |
| 9   | They All Want Me Dead, Don't They? | 21. Apr. 2020            | Seith Mann | Marc Maurino |
| 10  | He's Telling the Truth             | 22. Apr. 2020            | Seith Mann | Marc Maurino |
| 11  | Black or Blue                      | 23. Apr. 2020            | Seith Mann | Marc Maurino |
| 12  | Fire in the Hole                   | 24. Apr. 2020            | Seith Mann | Marc Maurino |
| 13  | It’s Time to Go                    | 27. Apr. 2020            | Seith Mann | Marc Maurino |
| 14  | It’s Your Lucky Day, Marine        | 28. Apr. 2020            | Seith Mann | Marc Maurino |
| 15  | He Just Wanted To Be Heard         | 29. Apr. 2020            | Seith Mann | Marc Maurino |

## Besetzung
| Rolle                | Darsteller                  |
| -------------------- | --------------------------- |
| Stephan James        | Rayshawn Morris             |
| Jasmine Cephas Jones | Tyisha                      |
| Danny Boyd Jr.       | Ray Jr.                     |
| Ana Ortiz            | Camilla                     |
| Polizei u. Ä.        |                             |
| Laurence Fishburne   | Lt. Steven Poincy           |
| Skeet Ulrich         | Sgt. Mike Trout             |
| Annabeth Gish        | Detective Lincoln           |
| Daniel Sunjata       | SWAT-Commander Nick Alvarez |

## Produktion und Ausstrahlung
Bereits bei der Ankündigung von Quibi im Oktober 2018 gab Jeffrey Katzenberg bekannt, dass Antoine Fuqua für die Videoplattform eine Serie entwickeln werde, die Katzenberg als moderne Version von Hundstage beschrieb. #FreeRayshawn wurde von Marc Maurino ursprünglich als Spielfilm geschrieben mit Revisionen durch Michael C. Martin; als Regisseur fungierte Seith Mann. Die Produktion der Serie begann im Mai 2019. Sie wurde koproduziert von Fuqua Films und Sony Pictures Television und galt damit als die erste von einem größeren Studio produzierte Quibi-Serie.
Die Serie erschien eine Woche nach Veröffentlichung von Quibi ab dem 13. April 2020. Nach der Übernahme der Quibi-Bibliothek im Januar 2021 durch Roku erschien #FreeRayshawn am 20. Mai 2021 auf dem Roku Channel als Roku Original.

## Auszeichnungen/Nominierungen
Creative Arts Primetime Emmys 2020
- Bester Schauspieler in einer Kurzformserie: Auszeichnung für Laurence Fishburne, Nominierung für Stephan James
- Beste Schauspielerin in einer Kurzformserie: Auszeichnung für Jasmine Cephas Jones

Writers Guild of America Awards 2021
- Kurzformmedium: Auszeichnung für Marc Maurino

NAACP Image Awards 2021
- Beste Kurzformserie: Auszeichnung
- Beste Darstellung in einer Kurzformserie: Auszeichnung für Laurence Fishburne, Nominierungen für Jasmine Cephas Jones und Stephan James